# 雷の手形

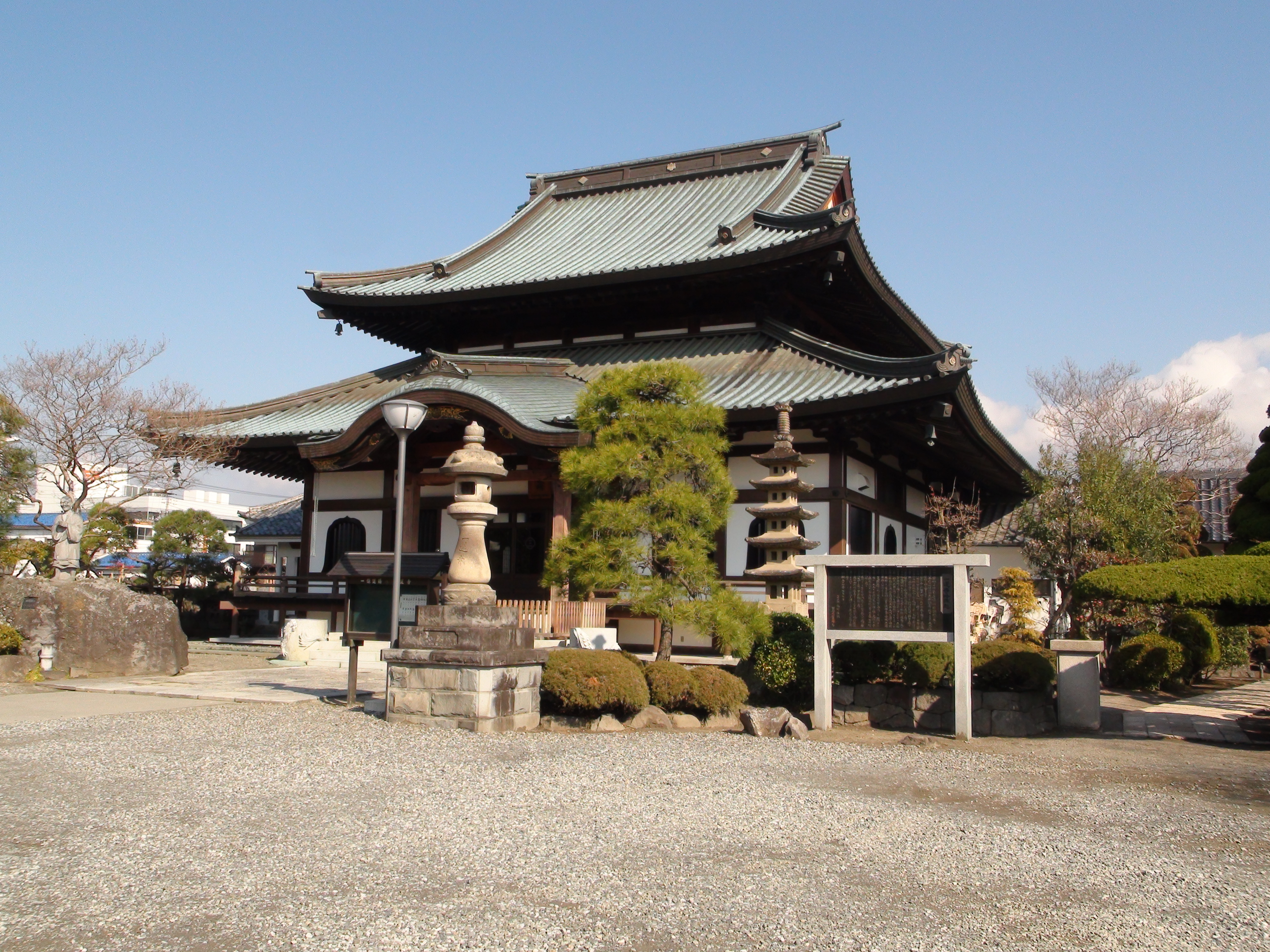
一蓮寺（山梨県甲府市）

雷の手形（かみなりのてがた）または手形傘（てがたがさ）は、山梨県甲府市太田町の一蓮寺に伝わる伝説にある傘。

## 概要
葬式の列を雷雨と共に襲った妖怪が、一蓮寺の和尚によって懲らしめられ、二度と雷を落とさないという誓いの証しとして唐傘に手形を捺していった。寺に残されている唐傘がそれだと語られていたという。
江戸時代の甲府勤番の武士だった野田成方の日記である『裏見寒話』に書かれている一蓮寺の記事中に、「手形傘」としてその由来が記されている。妖怪が手形を捺していったのは、日傘として用いる長柄の唐傘で、捺されている手形は、大きなネコの足跡のような形状だと記載されている。
雷雲から現れた妖怪は、『裏見寒話』に記載された由来のなかでは「怪物」や「怪獣」とあり、おそろしい獣のような姿だったとされる。

## あらすじ
昔、一蓮寺で葬式が行われていたところ、突然に雷雲が現れて激しい雷雨になり、参列者たちは大いに恐れおののいた。一蓮寺の和尚は本堂にある龕（厨子）にのぼって少しもひるむことなく読経をつづけたが、そこに雷が落ち、雷雲の中から毛だらけの大きな手が出て来て和尚をつかもうとした。和尚は手を伸ばして怪物の腕をつかみ返し、しばらくの力比べの後、怪物は雲の中から引きずり下ろされた。怪物は「雲が消えては天へ帰れない」と命乞いをしたところ、和尚は「寺や檀家を嵐や雷で襲ったりしないと誓うなら、許しても良い」と言った。怪物が承知したところ、和尚は証文を書くようにと硯箱を出した。怪物は「私は怪物なので字を知らない。証文だけは勘弁してほしい」と頼んだ。和尚は「ならばこの墨をてのひらにつけて、日傘に手形を捺せ」と命じたので、怪物は言われる通り、傘に手形を捺した。以来、和尚は葬式のときにはその手形の押された唐傘を日傘として差すようになり、怪物が雷を落とすことは二度となかった。甲斐国中の人々はこの和尚の剛力を尊敬し「朝比奈和尚」と称したという。

## 朝比奈和尚
持前の剛力で怪物退治をしたとされる一蓮寺の和尚は、その怪力を褒め讃えて人々から朝比奈和尚と称されていたという。「朝比奈」は怪力で知られる伝説の武将・朝比奈三郎からの呼び名で、『裏見寒話』には具体的な和尚の代数や実名は登場していない。